# 11月のリサ
11月のリサ（じゅういちがつのリサ）は、日本のお笑いコンビ。吉本興業所属。神保町よしもと漫才劇場を拠点に活動している。

## メンバー

### 現メンバー
大森 慎介（おおもり しんすけ、1995年3月29日（30歳） - ）
三重県四日市市出身。身長177 cm、体重70 kg。血液型はO型。靴28 cm(NIKEに限り29 cm)。
趣味及び特技はバレーボール（高校時代三重県1位）、efootball（旧ウイニングイレブン）、サッカークイズ、全ての運動。
趣味は野球観戦（読売ジャイアンツ）とサッカー観戦（鹿島アントラーズ、アーセナルFC）、トリコ。
サッカーチーム・もりちゃんずユナイテッドと神保CITYに所属している。

まむ（旧芸名及び本名：菊池 貴智〈きくち たかのり〉 1995年2月8日（30歳） - ）
三重県四日市市出身。身長177 cm、体重105 kg。血液型はA型。靴27.5 cm。
趣味はゲーム（エーペックスレジェンズ、eFootball）、料理、トリコ、猥談と怪談を聞く（見る）。特技は怪談（NGK怪談2連覇、怪談番組出演）。
2019年5月18日のヨシモト∞ドームⅡにて開催された「第2回新ネタ&トークライブ 完全開花」を以て、本名と同一だった芸名を「まむ」に改名。
2023年12月より怪談ライブBarスリラーナイト歌舞伎町店に怪談師として所属し、2024年4月よりピュートのポイントと二人で怪談などをメインとしたYouTube「ふにゃ怖チャンネル」を開設する。

### 旧メンバー
鈴木 いぬまる（本名：鈴木 佑輔〈すずき ゆうすけ〉1994年7月3日（31歳） - ）
トリオ時代のメンバー。脱退後は大阪で建築士として働いている。

## 来歴
小学校からの幼なじみ3人で結成したトリオ「ラテンソウ」として大阪を拠点に活動していたが、2017年によしもとクリエイティブエージェンシー東京本社（現在は吉本興業東京本社）へ移籍・所属として、ヨシモト∞ホール（渋谷）をはじめとしたよしもと常設劇場でのライブ出演を開始。
2019年1月、大阪よしもと漫才劇場でのライブを最後に鈴木が脱退して現在のコンビとなる。鈴木の脱退後もしばらくラテンソウとして活動していたが、2020年1月に「11月のリサ」へ改名。このコンビ名はコンビとして初めて開催した単独ライブのタイトルが由来で、採用理由は「とにかくキモい名前にしようと思ったから」。また、本人ら曰く「色んな嘘の理由を言い過ぎて、どれが本当の由来か分からなくなった」。
2020年1月1日、漫才・コントのネタ動画YouTubeチャンネル「11月のリサ むらびと図鑑」を開設。
2020年11月23日、YouTubeチャンネル「インキャハウス」を開設・投稿を開始。
2020年1月、芸歴9年目以下の芸人が所属する神保町よしもと漫才劇場のオープンに伴い、劇場メンバーとして主なライブ出演拠点が同劇場となる。
2021年12月4日、インキャハウスのコラボ動画をきっかけに交流があったオネガイシマス海賊団!!!Kプロデュース・編集・脚本の都市伝説YouTubeチャンネル「陰キャ 闇の集い」の動画に出演し始める。
2022年9月5日、音声配信プラットフォーム・stand.fmにてラジオチャンネル「リサってナンダホー」を開設・不定期更新を開始。
2022年10月21日、神保町よしもと漫才劇場にて開催された『11月のリサ主催ライブ 神保町キャップ投げ同好会〜創部編〜』内で設立されたキャップ野球チーム「神保町ドルフィンズ」での活動を始める。
2023年9月23日・24日、神保町よしもと漫才劇場にて開催された『神劇祭2023 神保町芸人最強王決定戦〜全てを兼ね備えた最強芸人は誰だ〜』で優勝し、賞金10万円を獲得した。

## エピソード

### コンビ
- 中学時代からAKB48にハマってライブや握手会に行っており、大森は現在でも時々AKB48劇場へ足を運んでいる。
- 高校時代に「らてんそう」（大森、まむ、鈴木のトリオ）としてハイスクールマンザイに出場、準決勝まで進出した。その後3人でNSCに入学、在学中にカタカナ表記の「ラテンソウ」に改名する[6]。
- 大阪から東京移籍後、しばらく大森とまむは一緒に住んでいた。

### まむ
- 相方・大森との会話中で頻繁に話題へ上がるものの、決して詳しく言及されることはない兄がいる。
- 子どもの頃から親に頼んで心霊スポットに連れて行ってもらうほどの怪談及びホラー好きで、本人から語られるものの中には実体験も数多くある。
- お酒を飲み過ぎて目から血が出て以来、飲酒を控えている。

### 大森
- 3人兄弟の真ん中っ子。
- 子どもの頃から目立ちたがり屋で、小学校の卒業文集に載っていた将来の夢は「芸能人（人気俳優）」だったが、小学4年生時の20歳の自分へ宛てた手紙の中で「貴智とコンビを結成してM-1グランプリに出場しています」と記し、その言葉通り大学2年時にNSC大阪校へ36期生として入学しプロへの道を進む。
- 2021年の約半年間、大阪時代からの同期であるゆめっち（3時のヒロイン）・植田紫帆（オダウエダ）とルームシェアしていた。

### 佐藤翔
- 11月のリサ結成当初から共にネタ作りやYouTube活動等を行なっている作家であり、2人曰く「3人目の11月のリサ」。

## 芸風
コントと漫才の両方を演じる。

## 出囃子
マジスカロックンロール/AKB48

## 賞レースでの成績

### キングオブコント
| 年（回）         | 日時          | 会場                                     | エントリーナンバー | 結果         |
| ---------------- | ------------- | ---------------------------------------- | ------------------ | ------------ |
| 2020年（第13回） | 7月29日（水） | 南大塚ホール                             |                    | 2回戦進出    |
| 2021年（第14回） | 7月12日（月） | 南大塚ホール                             |                    | 1回戦敗退    |
| 2022年（第15回） | 8月16日（火） | なかのZERO西館 小ホール                  | 2125               | 準々決勝進出 |
| 2023年（第16回） | 8月15日（火） | 渋谷区文化総合センター大和田さくらホール |                    | 準々決勝進出 |

### M-1グランプリ
| 年（回）         | 日時           | 会場                        | エントリーナンバー | 結果      |
| ---------------- | -------------- | --------------------------- | ------------------ | --------- |
| 2020年（第16回） | 9月1日（月）   | シダックスカルチャーホールA | 1630               | 1回戦敗退 |
| 2021年（第17回） | 10月17日（日） | 雷5656会館ときわホール      | 1779               | 2回戦進出 |
| 2022年（第18回） | 10月30日（日） | よしもと有楽町シアター      | 1025               | 3回戦進出 |
| 2023年（第19回） | 11月7日（火）  | KANDA SQUARE HALL           | 855                | 3回戦進出 |
| 2024年（第20回） | 11月6日（水）  | KANDA SQUARE HALL           | 950                | 3回戦進出 |

### R-1グランプリ
|      | 年（回） | 日時          | 会場                        | エントリーナンバー | 結果      |
| ---- | -------- | ------------- | --------------------------- | ------------------ | --------- |
| 大森 | 2023年   | 1月9日（月）  | シダックスカルチャーホールA |                    | 1回戦敗退 |
| 大森 | 2024年   | 1月23日（火） | シダックスカルチャーホールA |                    | 2回戦進出 |

### その他
- 2021年 第15回山-1グランプリ 優勝
- 2023年 第44回ABCお笑いグランプリ 最終予選進出

## 出演

### テレビ
- 実話怪談倶楽部（フジテレビONE）- まむのみ　2018年10月8日（月）放送
- ダウンタウンのガキの使いやあらへんで!（日本テレビ）2021年2月7日[9][10] - 番組内の企画『第15回山-1グランプリ』にて優勝を果たす。審査員の月亭方正曰く芸人が考案したオリジナルのゲームで遊ぶコーナーへ一度出演したにも拘らず、浜田雅功（ダウンタウン）からはすっかり忘れられていたことが優勝の決め手となった。
- ザ!世界仰天ニュース（日本テレビ）- まむのみ　2022年3月22日放送回再現VTR
- THE CONTEへの道（フジテレビ）- ネタ出演　2022年8月6日、2023年1月28日放送
- メタバースプラネット（テレビ東京）- 2022年10月26日放送
- あらびき団 年末総決算!あら-1グランプリ2022（TBS）- ネタ出演　2022年12月29日放送
- THE CONTEへの道（フジテレビ）- ネタ出演　2023年1月28日放送
- THE CONTEへの道（フジテレビ）- ネタ出演　2023年7月29日放送
- かまいガチ（テレビ朝日）2024年3月13日放送
- 実話怪談倶楽部 presents Tokyo Kwaidan Festival 2024（フジテレビONE）-まむのみ　2024年4月19日 放送
- ウソかホントかわからないやりすぎ都市伝説 特別版（テレビ東京）-まむのみ 2025年3月17日放送

### ネット
- アイントット（FANYチャンネル）
- 小杉100（YouTube）
- ぜにいたち（Ameba TV）2021年11月22日配信
- ブラマヨ小杉の「走れ!こすっちょ」（BSよしもと）2023年2月14日配信
- 向井長田のくるま温泉ちゃんねる #9（BSよしもと）2023年9月16日配信
- 向井長田のくるま温泉ちゃんねる #10（BSよしもと）2023年9月23日配信
- オモ札（BSよしもと）
- World HOMERUN Factory Season 2〜目指せ！世界のヒットメーカー～（BSよしもと）2025年12月15日配信
- Y-Tube大賞（BSよしもと）

### ラジオ
- リサってナンダホー（stand.fm、2022年9月5日 - ）
- マイナビLaughter Night 第84回オンエア争奪LIVE 2023年1月28日

### 書籍
- 5分で読める! ぞぞぞっとする怖いはなし[11]（宝島社） - まむのみ　2022年6月7日発売
- 芸人怪談 怖い寄席[12]（ヨシモトブックス）-まむのみ 2025年7月7日発売

## ライブ

### 単独ライブ
- 2019年11月30日（土）-ヨシモト∞ドーム ステージⅠ『ラテンソウ"初"単独ライブ 11月のリサ』
- 2021年4月8日（木）-神保町よしもと漫才劇場『4月のアズサ』
- 2021年10月14日（木）-神保町よしもと漫才劇場『11月のリサ即興単独ライブ〜コントガチャ・出るかSSR』
- 2021年12月27日（月）-神保町よしもと漫才劇場『12月のレナ』
- 2022年5月20日（金）-神保町よしもと漫才劇場『11月のリサの60分で20本ネタやるライブ ヤケクソ』
- 2022年6月30日（木）-神保町よしもと漫才劇場『11月のリサ即興単独ライブ〜コントガチャ・出るかSSR』
- 2022年7月29日（金）-神保町よしもと漫才劇場『11月のリサの漫才』（ゲスト：ミカボ・ピュート）
- 2022年11月26日（土）-神保町よしもと漫才劇場『11月のユイカ』
- 2023年2月23日（木）-神保町よしもと漫才劇場『11月のリサの新ネタ20本ライブ ヤケクソ』
- 2023年3月28日（火）-神保町よしもと漫才劇場『11月のリサの漫才』（ゲスト：ミカボ・ピュート・鈴木バイダン）
- 2023年4月23日（日）-神保町よしもと漫才劇場『11月のリサの1年の作戦会議と新ネタ』
- 2023年5月28日（日）-神保町よしもと漫才劇場『11月のリサ特別公演「パレード」』
- 2023年8月25日（金）-神保町よしもと漫才劇場『11月のリサ漫才単独「咆哮」』
- 2023年10月14日（土）-神保町よしもと漫才劇場『11月のリサ即興ネタライブ「コントガチャ」~出るか!SSR!リクエストネタコーナーもあるよ!』
- 2023年11月25日（土）-神保町よしもと漫才劇場『11月のリサ単独ライブ「11月のユキ」』
- 2023年11月25日（土）-神保町よしもと漫才劇場『単独のアフタートーク「11月のリサとユキ」』
- 2023年12月8日（金）-神保町よしもと漫才劇場『11月のリサ単独ライブ「12月のゆか〜2日間で単独ライブ作ってみた〜」』
- 2024年1月31日（水）-神保町よしもと漫才劇場『ヤケクソ「新ネタ20〜25本ライブ」』
- 2024年2月24日（土）-神保町よしもと漫才劇場『漫才ヤケクソ「漫才新ネタ20〜25本ライブ」』
- 2024年3月28日（木）-神保町よしもと漫才劇場『11月のリサ結成5周年記念公演「REBORN!!!」』
- 2024年4月6日（土）-神保町よしもと漫才劇場『11月のリサの1年の作戦会議』
- 2024年5月2日（木）-神保町よしもと漫才劇場『Risa and ... ?』
- 2024年6月24日（月）-神保町よしもと漫才劇場 『11月のリサのコントのリリイベ』
- 2024年7月31日（水）-神保町よしもと漫才劇場 『11月のリサ漫才単独ライブ「閃光」』
- 2024年8月30日（金）-神保町よしもと漫才劇場 『11月のリサ単独ライブ「8月のセナ」』
- 2024年11月22日（金）-神保町よしもと漫才劇場『11月のリサ単独ライブ「11月のくるみ」』
- 2024年11月22日（金）-神保町よしもと漫才劇場『11月のリサ単独ライブアフタートーク「リサとくるみ」』
- 2025年3月30日（日）-神保町よしもと漫才劇場『11月のリサ記念公演「30歳」』
- 2025年7月4日（金）-神保町よしもと漫才劇場『11月のリサ単独ライブ「七月の栞」』

### ツーマンライブ
- 2022年3月13日（日）-神保町よしもと漫才劇場『11月のリサ×ビスケットブラザーズツーマンライブ オレタチ』
- 2022年4月28日（木）-神保町よしもと漫才劇場『軟水×11月のリサ オリジナルユニットコントライブ オムレツ』
- 2022年8月25日（木）-神保町よしもと漫才劇場『11月のリサ×ゆかいな議事録ツーマンライブ ど革命』
- 2022年10月7日（金）-神保町よしもと漫才劇場『11月のリサ×さや香ツーマンライブ 「サヤカとリサ」』
- 2023年1月28日（土）-神保町よしもと漫才劇場『11月のリサ×プールユニットコント限定ライブ 「たこ焼き」』
- 2023年6月26日（月）-神保町よしもと漫才劇場『11月のリサ×ナイチンゲールダンスツーマンライブ「じゅ〜じゅ〜焼肉おいしいライブ」』
- 2023年7月15日（土）-神保町よしもと漫才劇場『ビスケットブラザーズ×11月のリサツーマンライブ「オレタチ」』
- 2023年9月10日（日）-神保町よしもと漫才劇場『11月のリサ×さや香ツーマンライブ「サヤカとリサ」』
- 2023年12月8日（金）-神保町よしもと漫才劇場『11月のリサ×ゆかいな議事録ツーマンライブ 「ど革命」』
- 2023年12月28日（木）-神保町よしもと漫才劇場『11月のリサ×ピュート オリジナルユニットコントライブ「ウィンナー」』
- 2024年9月18日（水）-神保町よしもと漫才劇場『ビスケットブラザーズ×11月のリサ「オレタチ」』
- 2024年12月3日（火）-神保町よしもと漫才劇場『11月のリサ×シンクロニシティ「12月のリサとリョウ」』

### 主催ライブ
- 2022年10月21日（金）-神保町よしもと漫才劇場『神保町キャップ投げ同好会〜創部編〜』
- 2023年2月9日（木）-神保町よしもと漫才劇場『劇団ミルフィーユ第一回公演「出会いまた、出会い」』-まむのみ
- 2023年4月9日（日）-神保町よしもと漫才劇場『劇団ミルフィーユ 第二回公演「君が雨に濡れない様に」』-まむのみ
- 2023年7月12日（水）-神保町よしもと漫才劇場『劇団ミルフィーユ 第三回公演「ふじなみ荘」』-まむのみ
- 2024年2月21日（水）-神保町よしもと漫才劇場『劇団ミルフィーユ 第四回公演「ひらひら」』-まむのみ
- 2024年12月24日（火）-神保町よしもと漫才劇場『大森慎介クリスマスディナーショー』（ゲスト：オダウエダ・鈴木バイダン・めぞん）
- 2025年2月19日（水）-神保町よしもと漫才劇場『Juichigatsunorisaばちばちライブ』（ゲスト：ナイチンゲールダンス）
- 2025年5月6日（火）-神保町よしもと漫才劇場『Juichigatsunorisaばちばちライブ』（ゲスト：金魚番長）

### ユニットライブ
- 2024年5月2日（木）-神保町よしもと漫才劇場『Risa and ...?』
- 2025年8月23日（土）-神保町よしもと漫才劇場『11月のリサの漫才〜漫才&コント編』